# Miami Heights (Ohio)
Miami Heights é um lugar designado pelo censo localizado no condado de Hamilton no estado estadounidense de Ohio. No Censo de 2010 tinha uma população de 4.731 habitantes e uma densidade populacional de 519,97 pessoas por km².

## Geografia
Miami Heights encontra-se localizado nas coordenadas 39° 10′ 08″ N, 84° 42′ 55″ O. Segundo o Departamento do Censo dos Estados Unidos, Miami Heights tem uma superfície total de 9.1 km², da qual 9.1 km² correspondem a terra firme e (0%) 0 km² é água.

## Demografia
Segundo o censo de 2010, tinha 4.731 habitantes residindo em Miami Heights. A densidade populacional era de 519,97 hab./km². Dos 4.731 habitantes, Miami Heights estava composto pelo 97.93% brancos, 0.61% eram afroamericanos, 0.13% eram amerindios, 0.66% eram asiáticos, 0.02% eram insulares do Pacífico, 0% eram de outras raças e 0.66% pertenciam a duas ou mais raças. Do total da população 0.47% eram hispanos ou latinos de qualquer raça.